# Scatopse
Scatopse är ett släkte av tvåvingar. Scatopse ingår i familjen dyngmyggor.

## Dottertaxa tillScatopse, i alfabetisk ordning[1]
- Scatopse albipennis
- Scatopse alpestris
- Scatopse atrata
- Scatopse brevitruncata
- Scatopse californica
- Scatopse chalcogaster
- Scatopse chinensis
- Scatopse clavinervis
- Scatopse costaricana
- Scatopse curvata
- Scatopse dampfi
- Scatopse flavipalpis
- Scatopse flavipes
- Scatopse fluvitarsis
- Scatopse glabra
- Scatopse globulicauda
- Scatopse halterata
- Scatopse hyalinata
- Scatopse lapponica
- Scatopse leucopeza
- Scatopse major
- Scatopse maritima
- Scatopse mastoidea
- Scatopse nicarbonaria
- Scatopse nivemaculata
- Scatopse notata
- Scatopse obscura
- Scatopse pallidipes
- Scatopse palliditarsis
- Scatopse picipes
- Scatopse seminitens
- Scatopse septemnodia
- Scatopse thripsoides
- Scatopse transatlantica
- Scatopse tubifera
- Scatopse vernalis
- Scatopse zeylanica